# Mimophis mahfalensis
Mimophis mahfalensis är en ormart som beskrevs av Grandidier 1867. Mimophis mahfalensis ingår i släktet Mimophis och familjen Psammophiidae. Inga underarter finns listade i Catalogue of Life.
Arten var en längre tid ensam i släktet Mimophis och året 2017 beskrevs med Mimophis occultus en ny art i samma släkte.
Denna orm är med en längd mindre än 75 cm liten och smal. Den lever på Madagaskar och vistas på marken i skogar eller i öppna landskap. Enligt uppskattningar jagar arten ödlor. Honor lägger antagligen ägg.
Denna orm saknas på östra Madagaskar. Mimophis mahfalensis jagar även mindre ormar och grodor. För beståndet är inga hot kända och arten är vanligt förekommande. IUCN kategoriserar arten globalt som livskraftig.